# Beaumont (famiglia)

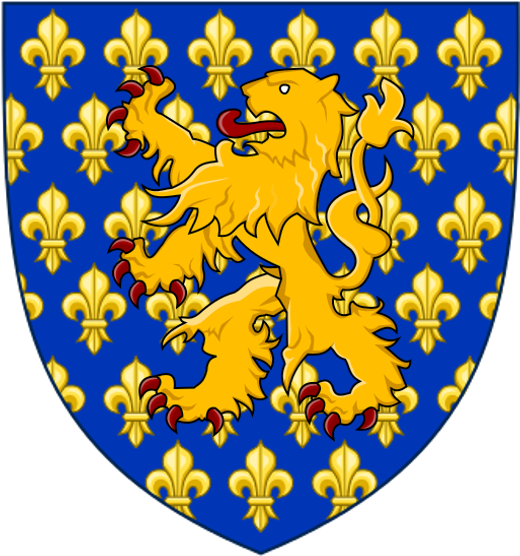
Stemma dei Beaumont adottato dal 1215

Beaumont fu una delle maggiori famiglie baronali che comparvero in Inghilterra dopo la conquista normanna.
Bernard il Dani, compagno del conte di Normandia Guglielmo I di Normandia, è a volte erroneamente considerato come l'antenato della famiglia di Beaumont. In verità la famiglia è già presente al tempo del duca Riccardo I di Normandia (942-996) con un personaggio di nome Torf. Si trattava di un aristocratico che le fonti davano presente a Pont-Audemer.
Suo nipote Onfroi de Vieilles (morto nel 1050) era un nobile ricco ed influente, fondatore della Abbazia di San Pietro a Préaux e residente a Beaumont-le-Roger, località che diede il nome alla famiglia.
Ma fu il figlio di quest'ultimo, Roger de Beaumont, Signore di Pont-Audemer, Beaumont-le-Roger, di Brionne e di Vatteville, ad inaugurare la linea inglese. Legato a Guglielmo il Conquistatore (1035-1087), Roger risultava troppo avanti con l'età per poter partecipare attivamente alla conquista dell'isola. Rimase così ad Hastings e fu responsabile della difesa del ducato di Normandia accanto a Matilde delle Fiandre durante le conquiste normanne nel 1066.
William invece partì per invadere l'isola. Come ricompensa egli ricevette dei territori nel Leicestershire. Suo figlio Robert de Beaumont, conte di Meulan, che comandò l'ala destra normanna durante la Battaglia di Hastings, divenne il primo conte di Leicester. Suo fratello Henri de Beaumont venne invece creato primo conte di Warwick.
Durante il regno di Stefano d'Inghilterra, i gemelli Galéran e Robert furono potenti alleati del re e come ricompensa Galéran (già conte di Meulan) divenne conte di Worcester.
I consigli politici dei Beaumonts furono molto seguiti dai duchi di Normandia e poi anche dai re d'Inghilterra.
|                                 |                                 |                                                |                                |                                                   |                                                   |
|                                 |                                 | Bernard il Dani                                |                                |                                                   |                                                   |
|                                 |                                 |                                                |                                |                                                   |                                                   |
|                                 |                                 |                                                |                                |                                                   |                                                   |
|                                 |                                 | Torf le Riche, signore di Pont-Audemer c. 910  |                                |                                                   |                                                   |
|                                 |                                 |                                                |                                |                                                   |                                                   |
|                                 |                                 |                                                |                                |                                                   |                                                   |
|                                 |                                 | Turold de Pont-Audemer c. 940                  |                                |                                                   |                                                   |
|                                 |                                 |                                                |                                |                                                   |                                                   |
|                                 |                                 |                                                |                                |                                                   |                                                   |
|                                 |                                 | Onfroi de Vieilles chiamato de Harcourt c. 975 |                                |                                                   |                                                   |
|                                 |                                 |                                                |                                |                                                   |                                                   |
|                                 |                                 |                                                |                                |                                                   |                                                   |
|                                 |                                 | Roger de Beaumont (le Barbu) † 1094            |                                |                                                   |                                                   |
|                                 |                                 |                                                |                                |                                                   |                                                   |
|                                 |                                 |                                                |                                |                                                   |                                                   |
|                                 | Robert de Beaumont 1045?-1118   | Robert de Beaumont 1045?-1118                  |                                | Henri de Beaumont chiamato de NeufBourg 1046-1123 | Henri de Beaumont chiamato de NeufBourg 1046-1123 |
|                                 |                                 |                                                |                                |                                                   |                                                   |
|                                 |                                 |                                                |                                |                                                   |                                                   |
| Robert II de Beaumont 1104-1168 | Robert II de Beaumont 1104-1168 | Galéran IV de Meulan 1104-1166                 | Galéran IV de Meulan 1104-1166 | ramo conti di Warwick                             | ramo conti di Warwick                             |
|                                 |                                 |                                                |                                |                                                   |                                                   |
|                                 |                                 |                                                |                                |                                                   |                                                   |
| ramo conte di Leicester         | ramo conte di Leicester         | ramo conti di Worcester                        | ramo conti di Worcester        |                                                   |                                                   |